# Cryptocephalus sagamensis
Cryptocephalus sagamensis is een keversoort uit de familie bladkevers (Chrysomelidae). De wetenschappelijke naam van de soort werd in 1982 gepubliceerd door Tomov.